# Yudjá
Die Yudjá (auch Juruna) sind ein indigener Indianer-Stamm, der in der zentralbrasilianischen Region Alto Xingu im brasilianischen Teil des Amazonasbeckens lebt, im Parque Indígena do Xingu, im Mato Grosso.
Die Sprache der Yudja (Autonym) gehört zum Juruna-Zweig der Tupí-Sprachen. Schreibvarianten des Xenonyms sind Yuruna, Jurúna, Juruûna, Juruhuna, Geruna. Juruna bedeutet „schwarzer Mund“.